# Salomon (patriarcha Jerozolimy)
Salomon – dwudziesty piąty chalcedoński patriarcha Jerozolimy; sprawował urząd w latach 855–860.